# Wellness-Trainer
Wellness-Trainer ist eine Berufsbezeichnung für Fachkräfte in der Wellnessbranche. Sie arbeiten beispielsweise in Wellness-Hotels, Fitnessstudios, Saunaanlagen oder selbständig. Die Berufsbezeichnung ist gesetzlich nicht geschützt, es gibt kein festgelegtes Berufsbild und auch keine vorgeschriebenen Ausbildungsinhalte. Die Qualifikationen von Wellness-Trainern sind daher sehr unterschiedlich. Teilweise handelt es sich dabei um Physiotherapeuten, Gymnastiklehrer, Kosmetikerinnen, Ernährungsberater oder Psychologen, die eine Weiterbildung absolviert haben, deren Umfang sehr unterschiedlich sein kann. Es gibt jedoch auch Quereinsteiger aus völlig anderen Branchen ohne spezielle Kenntnisse aus dem Gesundheits- und Wellnessbereich.
In größeren Einrichtungen wie Hotels, Thermen oder Fitnessstudios haben Wellness-Trainer in der Regel die Aufgabe, für Gäste ein Wellnessprogramm zusammenzustellen, ihre körperliche Fitness festzustellen und bei Fragen zu Ernährung und Gesundheit zu beraten. Teilweise vermitteln sie auch Entspannungstechniken. Selbstständige Wellness-Trainer bieten Seminare an oder arbeiten als Einzelcoach mit Klienten. Medizinische oder heilkundliche Anwendungen gehören grundsätzlich nicht zu den Aufgaben eines solchen Trainers.
In Deutschland bemüht sich der Deutsche Wellness Verband um Mindeststandards für die Ausbildung und nennt Kriterien für die Auswahl der Ausbildungsinstitute. Nur wenige verlangen einen Berufsabschluss in einem Gesundheitsberuf. Das Angebot reicht von wenigen Wochenenden über reinen Fernunterricht bis hin zu zweijährigen Lehrgängen mit Praxisvermittlung. Die IHK bietet einen 90-stündigen Lehrgang zum Wellnessberater an. Hierbei handelt es sich jedoch lediglich um eine Qualifikation zur Beratung von Kunden in Hotels oder Wellness-Einrichtungen; es gibt keine praktische Ausbildung. Die Preise für die Kurse reichen laut Stiftung Warentest von etwa 750 bis zu rund 16.000 Euro.